# Monotoma specialis
Monotoma specialis es una especie de coleóptero de la familia Monotomidae.

## Distribución geográfica
Habita en Rusia.